# Troodos Botanical Garden „A.G. Leventis”
Troodos Botanical Garden „A.G. Leventis” – ogród botaniczny założony w 2004 roku w miejscu nieczynnej kopalni azbestu położonej w obrębie Troodos National Forest Park w górach Trodos na Cyprze, na wysokości 1400 m n.p.m. Ogród jest zarejestrowany w Botanic Gardens Conservation International (BGCI) i w European Botanic Gardens Consortium (jako jedna z trzech tego typu placówek cypryjskich). Gromadzona jest tu kolekcja roślin typowych dla Cypru, zarówno rodzimych, jak i częściej tu uprawianych, ze szczególnym uwzględnieniem gatunków rodzimych dla gór Trodos.
Ogród powstał w ramach programu rekultywacji terenu pogórniczego. Sąsiaduje z Troodos Geopark. Wstęp do ogrodu jest darmowy i możliwy od godzin rannych do wczesnego przedpołudnia, w weekendy do późnego popołudnia.
W placówce znajduje się centrum obsługi odwiedzających, punkt widokowy i herbarium. Ogród składa się z części prezentujących kolekcje: roślin endemicznych dla Cypru i gór Trodos, drzew i krzewów (arboretum), roślin typowych dla siedlisk nadrzecznych, roślin tradycyjnie uprawianych i aromatycznych wraz z sekcją tradycyjnych odmian uprawnych drzew i krzewów owocowych.